# Hincksipora stenostoma
Hincksipora stenostoma är en mossdjursart som först beskrevs av Smitt 1871.  Hincksipora stenostoma ingår i släktet Hincksipora och familjen Hincksiporidae. Inga underarter finns listade i Catalogue of Life.